# Jinbei Grand Haise
Jinbei Grand Haise или Jinbei New Haise (金杯大海狮) — серия малотоннажных грузовых автомобилей, выпускающихся китайской компанией Jinbei с 2012 года на той же платформе, что и Jinbei Haise. В семейство входят минивэны, микроавтобусы, фургоны и автомобили скорой помощи. Версии с короткой колёсной базой называются Jinbei Grand Haise W или Jinbei H2, а версии с длинной колёсной базой — Jinbei Grand Haise L или Jinbei H2L.

## Описание
Jinbei Grand Haise W (он же Jinbei H2) был представлен 23 марта 2012 года, а позже был представлен Jinbei Grand Haise L (он же Jinbei H2L). Jinbei Grand Haise W содержит 12 мест для сидения, а Jinbei Grand Haise L — 14 мест для сидения. Чуть позже автомобиль прошёл рестайлинг и стал называться Jinbei New Haise. Изменения коснулись переднего бампера.

Jinbei Grand Haise приводится в движение 2,4-литровым дизельным двигателем и 2,5-литровым бензиновым двигателем в паре с пятиступенчатой механической трансмиссией. 2,5-литровый двигатель развивает мощность 115 л. с. и крутящий момент 280 Н·м.

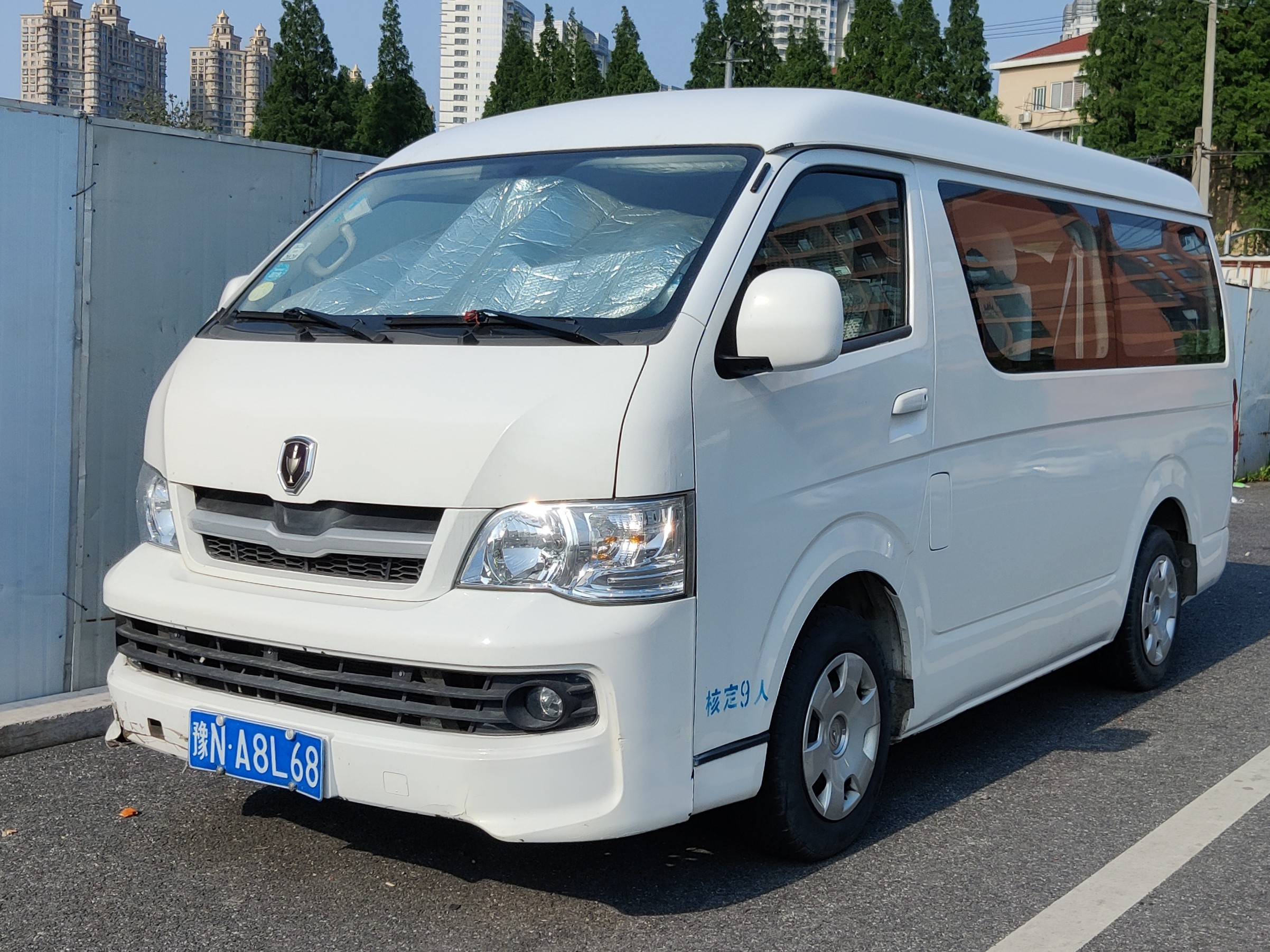
Вид спереди
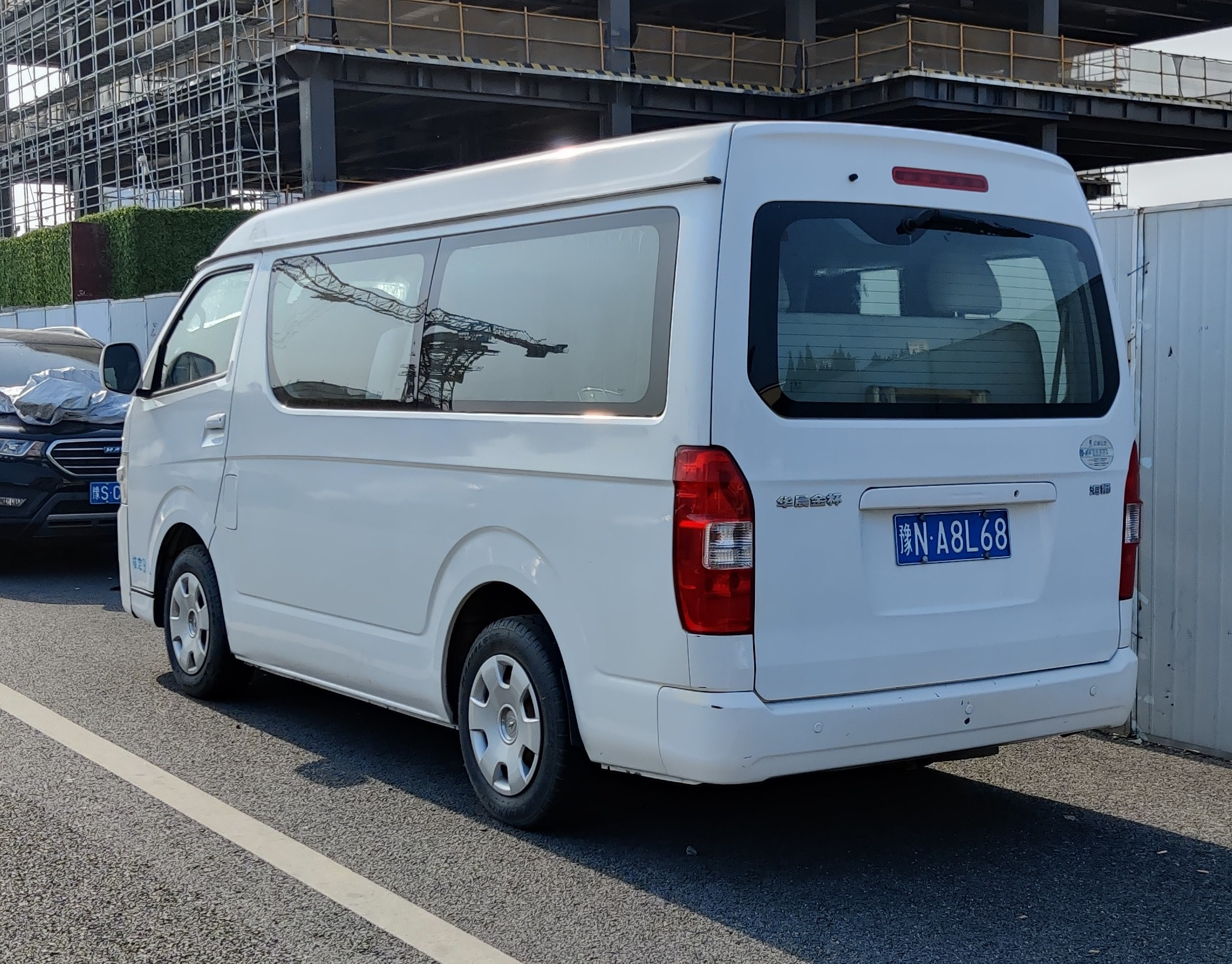
Вид сзади